# Open européen
L'Open européen est un tournoi de golf masculin du Tour européen PGA. Cette épreuve fut créée en 1978 et se dispute depuis 1995 sur le parcours du Kildare Hotel and Golf Club à Kildare en Irlande. De 1978 à 1994, le tournoi se tenait en Angleterre sur des parcours différents chaque année. En 1979, le tournoi a eu lieu en Écosse.
En 2008 et 2009, le tournoi s'est déroulé sur le parcours du London Golf Club dans le Kent, parcours dessiné par  Jack Nicklaus.
Absent depuis 2010, il est de nouveau au calendrier du Tour européen en 2015, sur un parcours dessiné par l'ancien vainqueur du tournoi Bernhard Langer et situé en Allemagne.

## Palmarès
| Année                        | Vainqueur         | Nationalité    |
| ---------------------------- | ----------------- | -------------- |
| Panasonic European Open      |                   |                |
| 1978                         | Bobby Wadkins     | États-Unis     |
| 1979                         | Sandy Lyle        | Écosse         |
| 1980                         | Tom Kite          | États-Unis     |
| Dixcel Tissues European Open |                   |                |
| 1981                         | Graham Marsh      | Australie      |
| European Open Championship   |                   |                |
| 1982                         | Manuel Piñero     | Espagne        |
| Panasonic European Open      |                   |                |
| 1983                         | Isao Aoki         | Japon          |
| 1984                         | Gordon Brand, Jnr | Écosse         |
| 1985                         | Bernhard Langer   | Allemagne      |
| 1986                         | Greg Norman       | Australie      |
| 1987                         | Paul Way          | Angleterre     |
| 1988                         | Ian Woosnam       | Pays de Galles |
| 1989                         | Andrew Murray     | Angleterre     |
| 1990                         | Peter Senior      | Australie      |
| European Open                |                   |                |
| 1991                         | Mike Harwood      | Australie      |
| 1992                         | Nick Faldo        | Angleterre     |
| 1993                         | Gordon Brand, Jnr | Écosse         |
| 1994                         | David Gilford     | Angleterre     |

| Année                       | Vainqueur           | Nationalité      |
| --------------------------- | ------------------- | ---------------- |
| Smurfit European Open       |                     |                  |
| 1995                        | Bernhard Langer     | Allemagne        |
| 1996                        | Per-Ulrik Johansson | Suède            |
| 1997                        | Per-Ulrik Johansson | Suède            |
| 1998                        | Mathias Grönberg    | Suède            |
| 1999                        | Lee Westwood        | Angleterre       |
| 2000                        | Lee Westwood        | Angleterre       |
| 2001                        | Darren Clarke       | Irlande du Nord  |
| 2002                        | Michael Campbell    | Nouvelle-Zélande |
| 2003                        | Phillip Price       | Pays de Galles   |
| 2004                        | Retief Goosen       | Afrique du Sud   |
| 2005                        | Kenneth Ferrie      | Angleterre       |
| Smurfit Kappa European Open |                     |                  |
| 2006                        | Stephen Dodd        | Pays de Galles   |
| 2007                        | Colin Montgomerie   | Écosse           |
| 2008                        | Ross Fisher         | Angleterre       |
| 2009                        | Christian Cévaër    | France           |
| Porsche European Open       |                     |                  |
| 2015                        | Thongchai Jaidee    | Thaïlande        |
| 2016                        | Alexander Lévy      | France           |
| 2017                        | Jordan Smith        | Angleterre       |